# Péricles Chamusca
Péricles Raimundo Oliveira Chamusca (* 29. September 1965 in Salvador) ist ein ehemaliger brasilianischer Fußballtrainer.

## Karriere
1994 wurde Chamusca beim Erstligisten EC Vitória als Trainer eingestellt. Chamusca trainierte später zahlreiche Vereine, dabei so namhafte wie Santa Cruz FC, EC Santo André, Botafogo FR, Sport Recife und Coritiba FC. 2002 erreichte er mit Brasiliense FC das Finale des Copa do Brasil. 2004 gewann er mit EC Santo André den Copa do Brasil. Von 2005 bis 2009 war er beim japanischen Ōita Trinita unter Vertrag. 2008 gewann er mit dem Verein den J.League Cup. 2010 wechselte er nach Katar. Hier trainierte er bis 2012 für Al-Arabi (Katar) und al-Jaish. 2013 kehrte er nach Brasilien zurück. 2018 wechselte er nach Saudi-Arabien. Hier trainierte er für al-Faisaly (Saudi-Arabien), al-Shabab (Saudi-Arabien) und al-Taawoun.